# Santiago Lambre

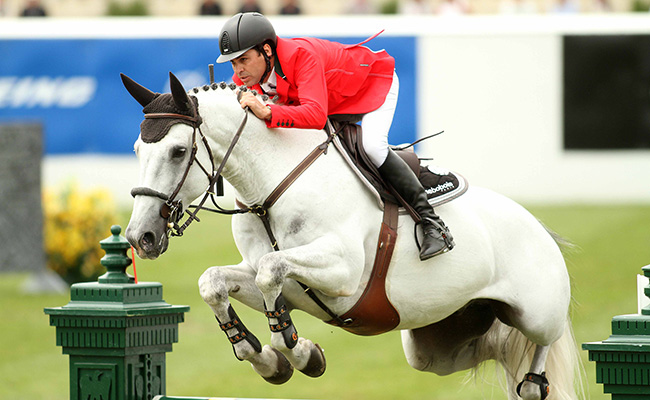
Santiago Lambre

Santiago Lambre Della Groce (* 23. Juli 1975 in Porto Alegre, Rio Grande do Sul, Brasilien) ist ein mexikanischer Springreiter, der momentan in Belgien lebt.

## Werdegang
Er startete sowohl bei den Olympischen Sommerspielen 2000 in Sydney als auch bei den Olympischen Sommerspielen 2008 in Peking für Mexiko. 2001 gewann er mit Wonami van den Aard den Großen Preis von Follonica und 2009 den Großen Preis bei der Westfalen Weser Challenge im Sattel von Atrap.
Er trainiert bei Henk Nooren und François Mathy.

## Privates
Santiago Lambre ist geschieden.

## Pferde
- Atrap (* 2001), Holsteiner
- Insul Tech Wonami van den Aard (* 1999), BWP, Schimmelstute, Vater: Bon Ami, Muttervater: Quidam de Revel, Besitzer: Michael Whitaker & F. Schrieber
- Lord des Hayettes (* 1999), brauner Hengst, Vater: Adelfos, Muttervater: Nimmerdor, Besitzer: Yves Lauwers
- Calousco (* 2001), Holsteiner
- Trento (* 2000), KWPN

| Personendaten    | Personendaten                                     |
| ---------------- | ------------------------------------------------- |
| NAME             | Lambre, Santiago                                  |
| ALTERNATIVNAMEN  | Lambre Della Groce, Santiago (vollständiger Name) |
| KURZBESCHREIBUNG | mexikanischer Springreiter                        |
| GEBURTSDATUM     | 23. Juli 1975                                     |
| GEBURTSORT       | Porto Alegre                                      |